# Smeringochernes greensladeae
Smeringochernes greensladeae är en spindeldjursart som beskrevs av Beier 1966. Smeringochernes greensladeae ingår i släktet Smeringochernes och familjen blindklokrypare. Inga underarter finns listade i Catalogue of Life.